# Proctolyra pinheyi
Proctolyra pinheyi är en insektsart som beskrevs av Bo Tjeder 1992. Proctolyra pinheyi ingår i släktet Proctolyra och familjen fjärilsländor. Inga underarter finns listade i Catalogue of Life.